# John Alexander MacAulay
John Alexander MacAulay (* 29. Mai 1895 in Morden, Manitoba; † 11. Juni 1978) war ein kanadischer Rechtsanwalt, Geschäftsmann und in leitenden Positionen für das Kanadische Rote Kreuz tätig. Von 1959 bis 1965 war er Chairman der Liga der Rotkreuz-Gesellschaften, der heutigen Internationalen Föderation der Rotkreuz- und Rothalbmond-Gesellschaften.

## Leben

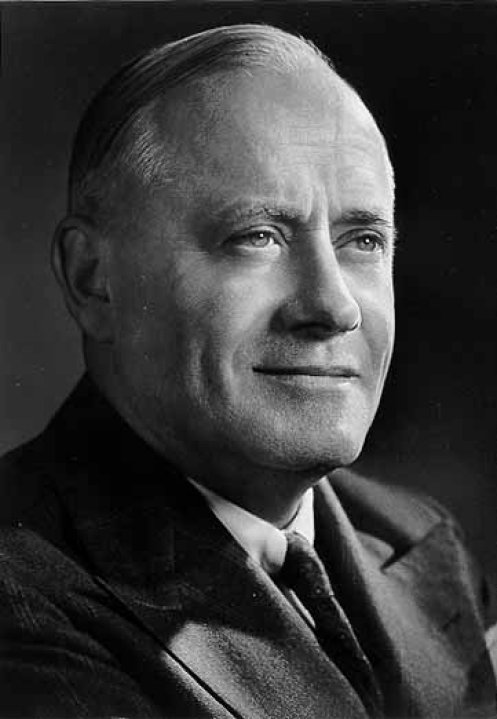
John Alexander MacAulay

John Macaulay studierte Rechtswissenschaften an der Universität von Manitoba und schloss sein Studium 1918 mit dem LL.B. ab. Nach seinem Dienst in der Kanadischen Armee während des Ersten Weltkrieges war er als Partner in der Kanzlei Aikins, MacAulay & Thorvaldson in Manitoba tätig und spezialisierte sich im Bereich Steuerrecht. In den 1930er und 1940er Jahren unterrichtete er Bibelklassen in der Westminster United Church. Von 1953 bis 1954 war er Präsident der Kanadischen Anwaltskammer. 1954 promovierte er an der Universität von Manitoba.
Während des Zweiten Weltkrieges war er Mitglied des Zentralrates des Kanadischen Roten Kreuzes und von 1950 bis 1951 dessen Präsident. Von 1959 bis 1965 leitete er als Chairman die Liga der Rotkreuz-Gesellschaften und folgte in diesem Amt dem schwedischen Juristen Emil Sandström. Während dieser Zeit stieg der Zahl der nationalen Rotkreuz- und Rothalbmond-Gesellschaften von 88 auf 106. Am 10. Dezember 1963 nahm er stellvertretend für die Liga zusammen mit Léopold Boissier, dem damaligen Präsidenten des Internationalen Komitee vom Roten Kreuz (IKRK), den Friedensnobelpreis entgegen, den die Liga zusammen mit dem IKRK erhielt. Er war der erste Kanadier, der mit der Henry-Dunant-Medaille ausgezeichnet wurde, der höchsten Auszeichnung der Internationalen Rotkreuz- und Rothalbmond-Bewegung. Sein Nachfolger als Chairman der Liga wurde José Barroso Chávez aus Mexiko.
MacAulay war darüber hinaus ein begeisterter Kunstsammler und Mitglieds des Direktoriums der Winnipeg Art Gallery Association, in deren Galerie sich gegenwärtig seine private Sammlung befindet. 1967 wurde er zum Companion des Order of Canada ernannt und erhielt damit die höchste Auszeichnung Kanadas für Zivilpersonen. Die University of Manitoba (1954) und die University of Winnipeg (1970) verliehen ihm die Ehrendoktorwürde.